# Dirty Work (filme)
Dirty Work (Brasil: Vingança sob Encomenda ) é um filme americano-canadense de 1998 do gênero comédia dirigido por Bob Saget.
Filmado em Toronto no Canadá, foi lançado na televisão americana pela rede NBC, uma semana após ser terminado.
Ex-lutador e pai de Sam, Mitch aprendeu com Pops seu lema "nunca leve desaforo de ninguém" (em inglês take crap from anyone), ele e Sam cresceram praticando várias "vinganças" contra pessoas que lhes fizeram algum mal.
Quando o pai de Sam fica doente e necessita de um transplante de coração senão irá morrer, os dois amigos são obrigados a arrumarem rapidamente 50 000 dólares com o intuito de subornarem um médico com dívidas de jogo para passar Pops à frente na lista dos pacientes à espera de doadores. Não conseguindo ficar em qualquer emprego que arrumam, Sam e Mitch percebem que a única coisa que fazem bem são as "vinganças" e criam uma empresa para alugarem esse talento e juntarem o dinheiro de que precisam. Mas suas ações irritam o empresário corrupto e falso benfeitor milionário Travis Cole, que se mostrará um grande inimigo da dupla.

## Elenco
- Norm Macdonald...Mitch Weaver
- Artie Lange...Sam McKenna, melhor amigo de Mitch
- Jack Warden..."Pops" McKenna, pai de Sam
- Traylor Howard...Kathy, namorada de Mitch
- Don Rickles...Senhor Hamilton, proprietário de cinema
- Christopher McDonald...Travis Cole, empresário corrupto
- Chevy Chase...Dr. Farthing, médico viciado em jogatina

## Participações especiais
- Rebecca Romijn...Mulher barbada
- John Goodman...Prefeito Adrian Riggins (não creditado)
- Adam Sandler...Satã (não creditado)
- Gary Coleman...ele mesmo
- David Koechner...vendedor de carros
- Chris Farley...Jimmy (não creditado)
- Jim Downey e Fred Wolf, escritores e colaboradores frequentes de Adam Sandler, aparecem como "sem-tetos".

## Sinopse
Mitch Weaver e Sam McKenna formam uma dupla de desajustados que são amigos desde a infância. Mitch não conheceu o pai e tem como figura paterna influente "Pops" McKenna,